# مارتن لوثر ومعاداة السامية

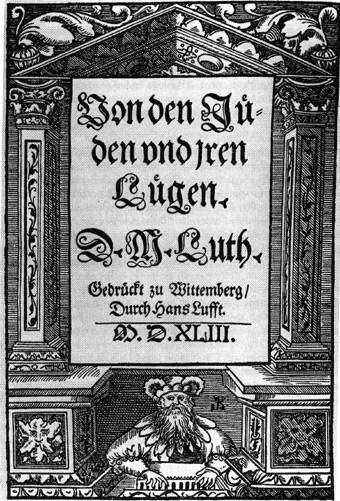
غلاف كتاب لوثر المعادي للساميّة عن اليهود وأكاذيبهم.

كتب لوثر عن اليهود في جميع مراحل نشاطه، على الرغم من العدد القليل جدًا من اليهود الذين تعامل معهم، لكن مواقفه كانت تعكس التقاليد اللاهوتية والثقافية في الغرب آنذاك والتي صنفت اليهود كشعب رفض قبول المسيح ومن ثم تورط في قتله، وعاش ضمن مجتمعات منعزلة عن المحيط العام في أوروبا. اعتبر لوثر اليهود غير مؤمنين لأنهم رفضوا الاعتراف بأن يسوع هو المسيّا، رغم أنه في الوقت نفسه، كان يعتقد بأن جميع البشر على اختلاف مللهم وأعمالهم قد اشتركوا في الذنب نفسه وفي ارتكاب الشر ضد الله. في عام 1523 نصح لوثر بالعطف تجاه اليهود وفي مذهبههذا كان يتقرب من اليهودويعارض طردهم من البلاد وبرر ذلك بأن يسوع نفسه قد ولد يهوديًا، لكنه أوضح أن الهدف من المعاملة الحسنة بهدف تحويلهم إلى المسيحية، وأمام فشل مثل هذه الجهود واتجاه المسيحيون التقليديون بانه يهود متخف، زادت عدائية لوثر لليهود.
كانت أعمال لوثر الرئيسية عن اليهود هي نحو 60,000 مقالة جمعها في كتاب عن اليهود وأكاذيبهم (لغة ألمانية: Von den Juden und Ihren Lügen) وكتاب الاسم المقدس ونسب المسيح (لغة ألمانية: Vom Schem Hamphoras und vom Geschlecht Christi) وكلاهما نشرا في عام 1543 أي قبل ثلاث سنوات من وفاته.  تقال لوثر، بأن اليهود لم يعودوا شعب الله المختار وإنما «أناس الشيطان»، ودعا لإحراق الكنس اليهودية وتدمير منازلهم ومنع الحاخامات من الوعظ والاستيلاء على أملاكهم، ووصفهم بأنهم «الديدان السامة» التي يجب أن «تعمل أو تطرد إلى الأبد» ووجد مكتوب ايضا في كتاباته ، وبين أنه «من الخطأ عدم قتلهم». أعمال لوثر، تركت تأثيرًا على أتباعه حتى بعد وفاته، وعلى الرغم من أن السلطات المدنية آنذاك رفضت طرد اليهود بناءً على اقتراح لوثر، فإن أعمال شغب اندلعت خلال عقد 1580 تعرض خلالها اليهود لطرد جماعي من المقاطعات الألمانية اللوثرية. وبحسب عدد كبير من المؤرخين، فإن للوثر وشعبيته أثر بالغ في تطوير معاداة السامية في ألمانيا، وخلال فترة 1930-1940 استخدم الحزب النازي كتابات لوثر، لتكون «الدعامة المثالية» لمعاداتهم الساميّة ومحاولات القضاء على اليهود، وبحسب روبرت مايكل، فإن كل كتاب مطبوع خلال عهد الرايخ الثالث يحوي اقتباسات من لوثر. وفي 10 نوفمبر 1938 تزامنًا مع عيد لوثر، أُحرقت العديد من الكنس في ألمانيا، ووفقًا لجيري ديك وهو مدرس تاريخ، فإنّ النازية حصلت على دعمها الشعبي والكم الأكبر من أصواتها من المقاطعات البروتستانتية في ألمانيا، خلافًا للمقاطعات الكاثوليكية. في المقابل، فإن بعض المؤرخين برأ لوثر من كونه أصل معاداة السامية، وقال أن تأثير كتبه عن اليهود كان محدودًا ومؤقتًا، لكنّ النازيين استغلوا اسمه بشكل انتهازي. كاتب سيرته مارتن بريخت، أشار إلى وجود فرق شاسع بين اعتقاد لوثر بأن الخلاص لن يناله اليهود، وبين الكراهية لهم على أساس عنصري. ورغم محاولات التبرير هذه، فإن صورة لوثر كمعاد للسامية، والمتسبب بالكراهية لليهود، لا تزال بارزة؛ ومن أصحاب الآراء الشهيرة في هذا الخصوص رولاند باينتون وهو مؤرخ كنسي لوثري، قال أنه يتمنى لو كان لوثر قد مات قبل أن يضع كتابه «عن اليهود وأكاذيبهم».
تباعًا خلال عقد 1980 تنكرت الكنائس اللوثرية من تصريحات مارتن لوثر حول اليهود، ورفضوا استخدامها للتحريض ضد اليهود أو ضد اليهودية بأي شكل من الأشكال.